# Haliplus zacharenkoi
Haliplus zacharenkoi is een keversoort uit de familie watertreders (Haliplidae). De wetenschappelijke naam van de soort is voor het eerst geldig gepubliceerd in 1973 door Gramma & Prysnyi.